# Montlluís
Montlluís (en francès Mont-Louis), antigament el Vilar d'Ovança, és una vila i comuna catalana, a la comarca del Conflent. Administrativament, pertany a l'Estat francès. Es troba en les proximitats del coll de la Perxa, el pas natural entre la Cerdanya i el Conflent. Avui en dia, és coneguda per la fortalesa que hi va construir Vauban, amb el fi de protegir la nova frontera sorgida arran del Tractat dels Pirineus.

## Etimologia
El lloc, antigament Vilar d'Ovança fou rebatejat com a Montlluís en honor del rei francès Lluís XIV, que fou qui encarregà la construcció de la fortalesa sota de la qual es troba la vila. Pel que fa al nom antic, Ovança (Vilar i Castell d'Ovança), Joan Coromines explica prové de l'ètim iberobasc ob-, present en diversos pobles dels Pirineus (Ovarra, Ovella, Oveix, Ovís...), amb l'afegitó d'-andi- (o -anti-) i, encara l'article posposat -a, conjunt que significaria la gran jaça o pleta extensa.

## Geografia

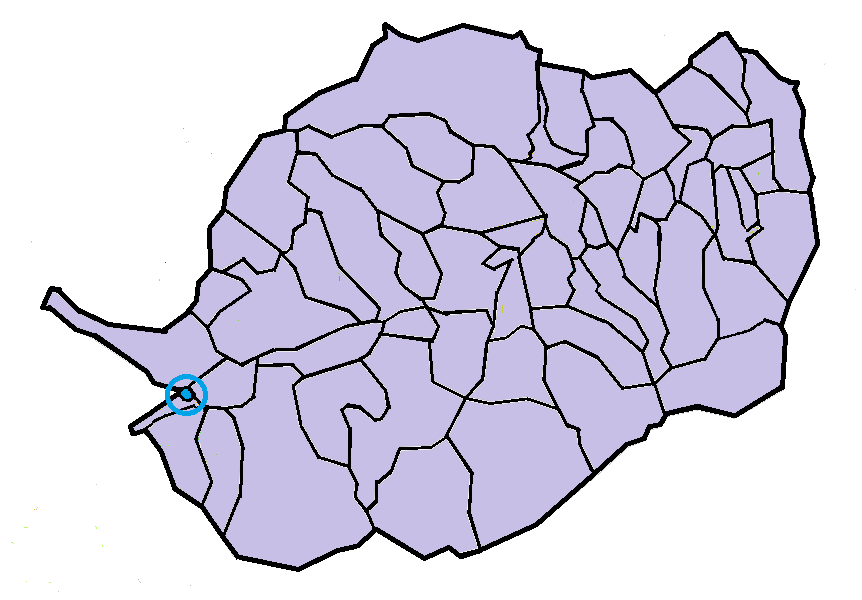
Montlluís a dins de la comarca del Conflent

### Localització i característiques generals del terme
El terme comunal de Montlluís, de 39 hectàrees d'extensió (el més petit d'extensió de la comarca), és situat quasi a l'extrem occidental de la comarca, a prop del límit amb l'Alta Cerdanya i el Capcir. És íntegrament a la dreta de la Tet, que constitueix tot el seu límit nord-est, al damunt del Turó de Montlluís, de 1.586 m alt, situat a l'interfluvi del Jardó amb la Tet. Aquest turó constitueix l'extrem nord-oriental del Pla de la Perxa, límit de les comarques del Conflent i l'Alta Cerdanya, i important cruïlla de camins des de temps immemorials.

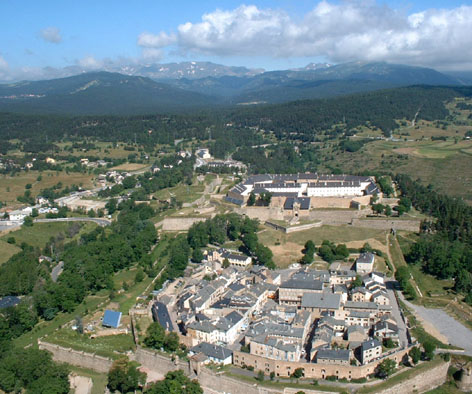
Vista aèria de Montlluís

El terme inclou poca cosa més que la fortificació militar, al costat nord-oest de la vila murada, i la mateixa vila. La primera, fortificada sota les ordres de Vauban per tres enginyers militars deixebles seus (La Motte-Lemire, Rousselot i Joblot), i la segona, construïda després del 1727 sota planificació d'enginyeria militar i influència neoclàssica: és un conjunt de carrers rectilinis, senyal de, modernitat. Fortalesa i vila murada són dalt d'un turó lleugerament enlairat damunt de la Tet i, encara que no tant, del Pla de la Perxa que s'obre al seu sud-oest, on hi ha el poble de la Cabanassa. El punt més alt del terme és el centre de la Ciutadella, a 1.599,7 m alt, i el punt més baix, la sortida de la Tet del terme, al nord-est, on arriba als 1.492,1. La vila de Montlluís és a 1.575,9.
L'exigüitat del terme comunal fa que diversos dels serveis de la comuna siguin dins dels termes veïns; així, la Cabanassa té dins del seu terme el Montlluís Vell, amb el Castell d'Ovança, l'Estació de Montlluís - la Cabanassa i el cementiri actual, i la Llaguna conté l'Aeròdrom de Montlluís - la Quillana.
Termes municipals limítrofs:
|  | La Llaguna   | Sautó |
|  |              |       |
|  | La Cabanassa |       |

### La Ciutadella de Montlluís

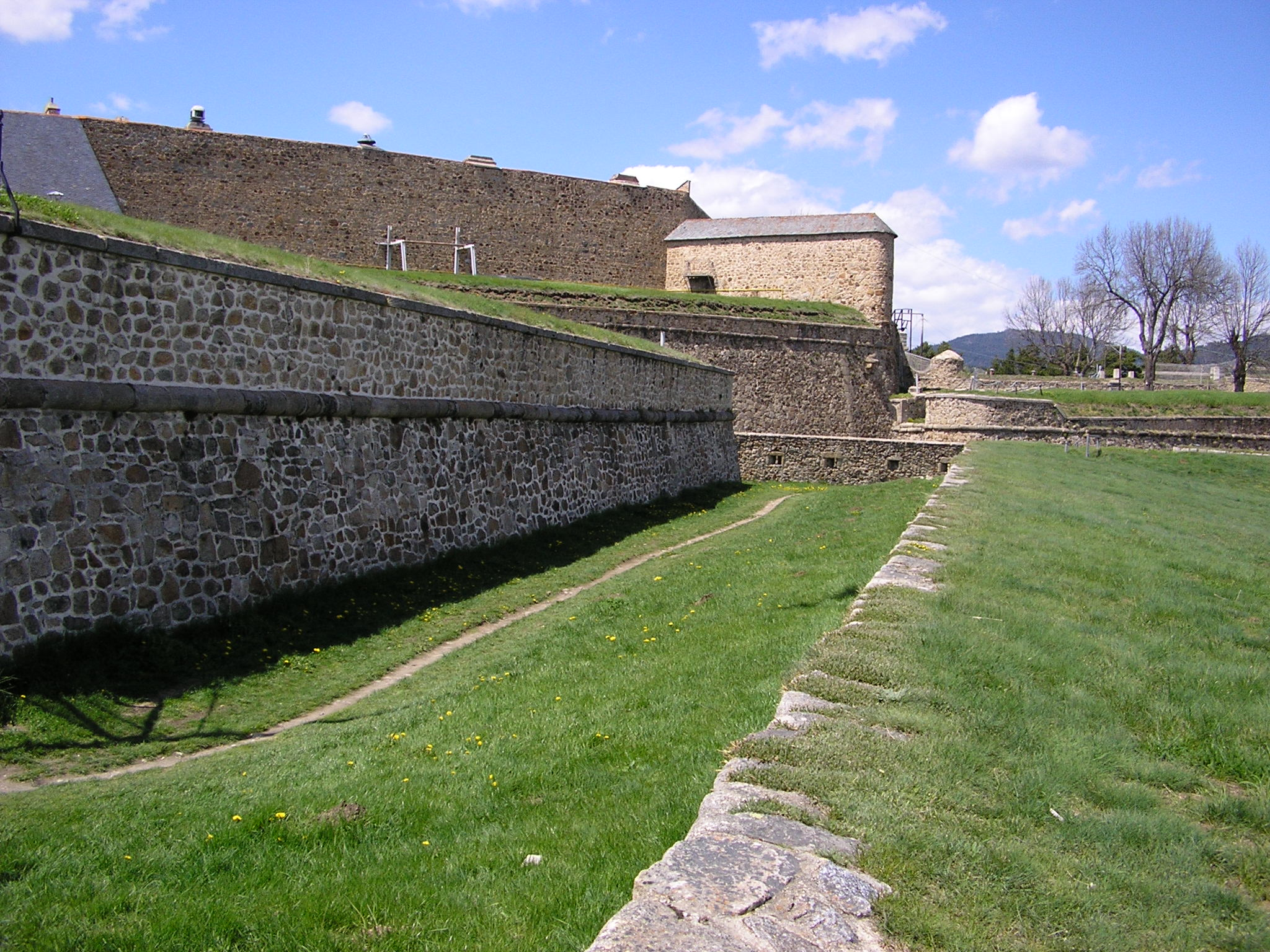
Fossar i muralla nord-est de la Ciutadella

La ciutadella fou el primer que es construí, del nou Montlluís, al nord-oest i en una posició més enlairada que el vell Vilar i Castell d'Ovança. És una de les nou viles creades ex nihilo per Vauban, i la més ben conservada de totes, tant des del punt de vista arquitectònic com pel que fa a la dedicació original de plaça militar.
És al punt més elevat del turó de la dreta de la Tet que acull ciutadella i vila, al costat nord-oest de la vila de Montlluís, construïda més tard i també fortificada amb criteris similars als de la ciutadella. És una gran construcció de planta quadrada, amb baluards i revellins, característica de les obres de Vauban, que encara avui dia serveix per a finalitats militars. Els baluards i revellins li donen un caràcter de planta estrellada. És la base d'una unitat de paracaigudistes que tenen el proper Aeròdrom de Montlluís - la Quillana com a base operativa.
Contenia, entre les construccions de caràcter militar, un hospital i la capella de Sant Lluís Rei, que fou la primera església parroquial de Montlluís, fins que es va construir l'església Sant Lluís Rei a la primeria del segle xviii al centre de la vila.

### La vila de Montlluís

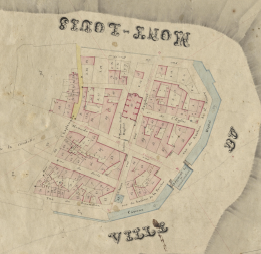
Montlluís en el Cadastre napoleònic del 1812 (Arxius Departamentals dels Pirineus Orientals)

Si la ciutadella de Montlluís era operativa pràcticament des del primer moment, no és pas el mateix per a la vila. El 1720, prop de quaranta anys després de la inauguració, de les cinquanta cases de la vila alta, només cinc eren construïdes en dur; la resta continuaven sota una total provisionalitat.

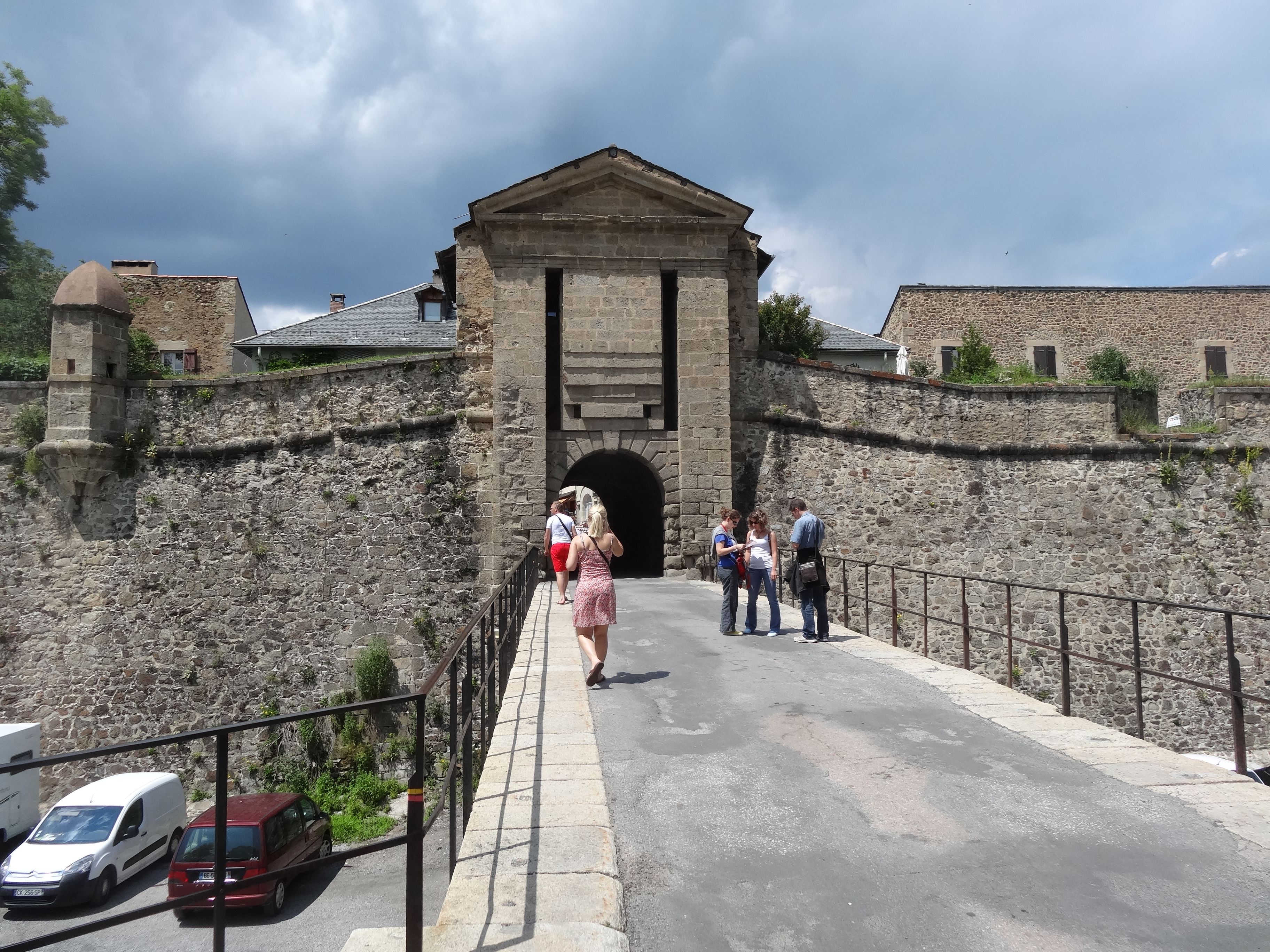
Entrada a la vila de Montlluís (segona porta)

Un cop la ciutadella en funcionament, passada la Guerra de Successió, en la qual Montlluís tingué un paper important en el domini de la Cerdanya, es començà a construir la vila nova. Després d'un temps en què s'hi instal·laren en barraques els vilatans que havien anat abandonant el Montlluís vell; els enginyers militars dissenyaren una vila urbanísticament neoclàssica, amb carrers rectilinis i l'església parroquial de Sant Lluís Rei al bell mig, amb la Plaça de la República al davant (on hi hagué el primer cementiri de la vila), que representa ben bé el centre de la vila. Encerclava la vila una línia de muralles de concepció moderna, protegides per bastions sobretot als costats nord-est, est i sud-est (al nord i nord-oest no cal, ja que en aquell costat es dreça la ciutadella), per on passava el Camí Ral hereu de la vella Via Confluentana.

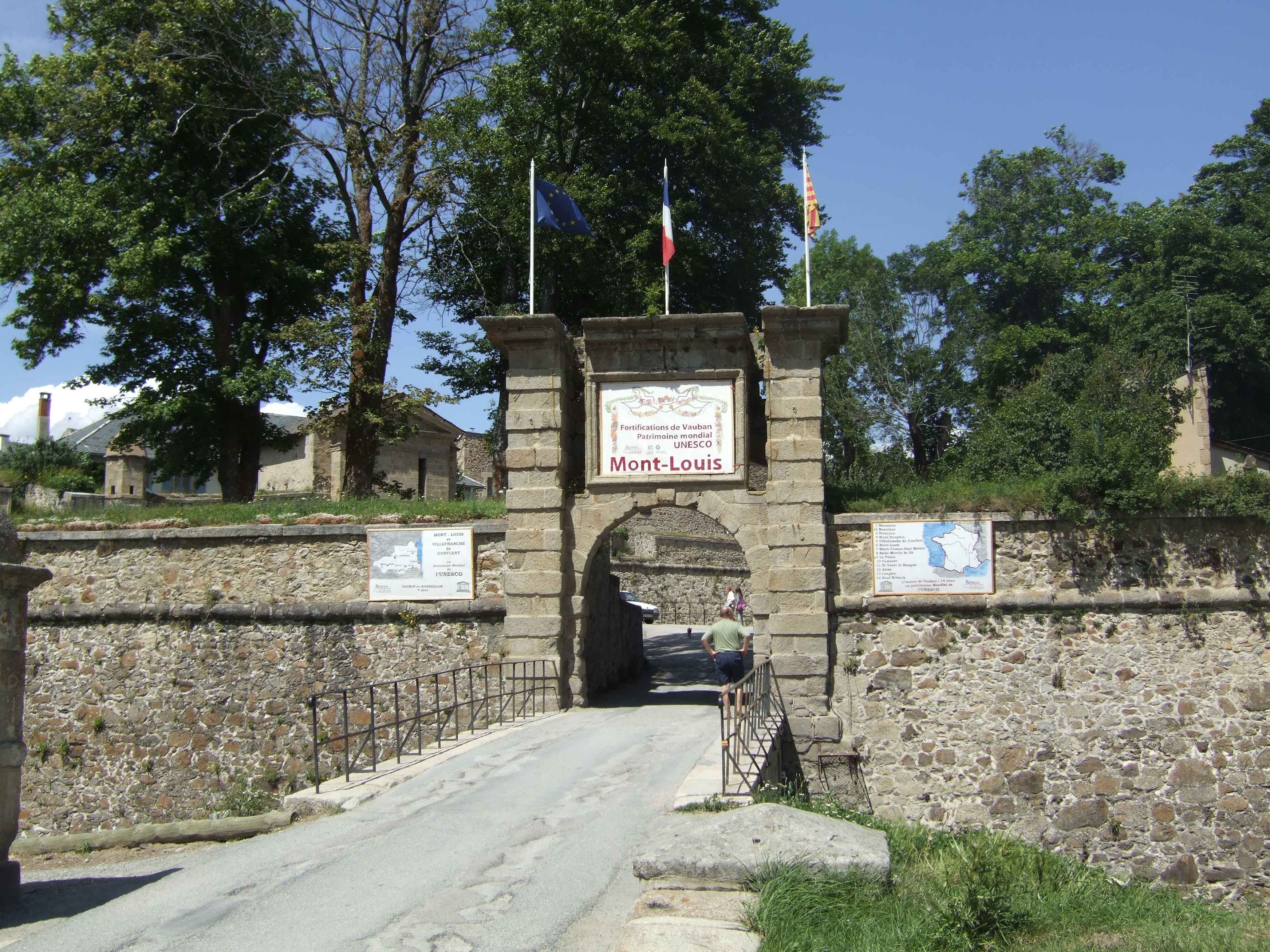
Entrada a la vila de Montlluís (primera porta)

Fou a partir del 1727 que es va iniciar aquesta construcció. Aquestes muralles, que confereixen encara avui dia a la vila civil un clar aspecte militar, tenen al sud el Bastió de la Perxa, que és on hi ha instal·lat el Forn solar de Montlluís, al nord-oest, on hi ha la porta de comunicació amb la ciutadella, la Mitjalluna del Front de la Vila, al nord, l'anomenada Comunicació de dreta, a l'est, el Bastió de la Tet i la Mitjalluna de la Tet, i al sud-est, el Bastió de Sant Pere, avui dia Bastió Gilles, on hi havia les Casernes de Sant Pere, i la Mitjalluna de la Porta de França o del Pont de la Vila.

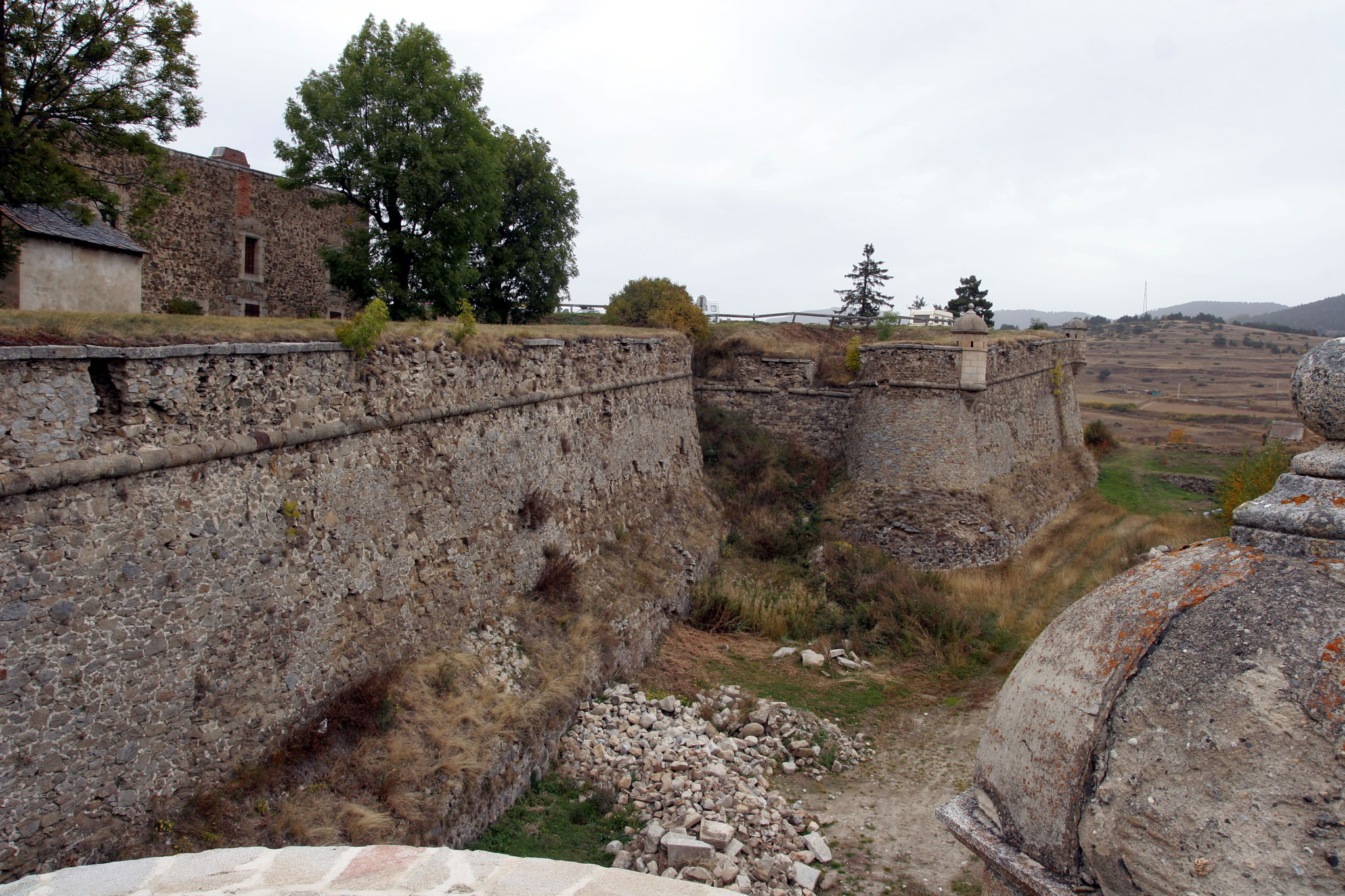
Muralles i fossars de la vila

A partir dels anys 20 del segle xviii, però, sembla que Montluís va conèixer una certa decadència en el pla militar, cosa que va repercutir en l'economia i demografia de la vila. Els regiments feien aleshores un circuit a través de la Catalunya del Nord, anant de Montlluís, a Cotlliure, Vilafranca de Conflent, Perpinyà i Bellaguarda, de manera que la vila només tenia una guarnició permanent de mutilats de guerra, a més de l'hospital; la plaça també va servir de presó per al conjunt de la Cerdanya i la vegueria de Sallagosa.

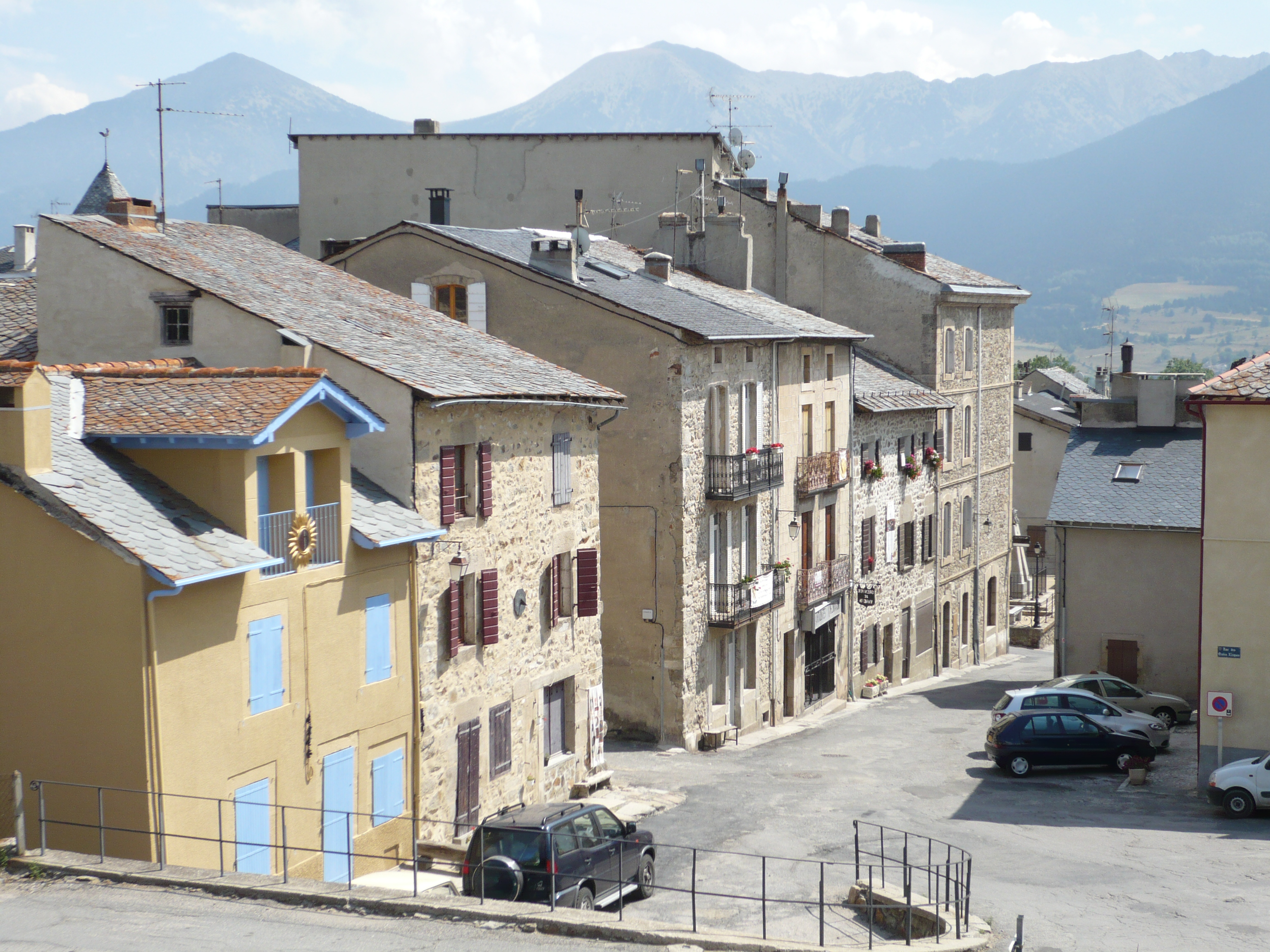
Capdamunt del carrer principal, del Lloctinent Pruneta

A mitjan segle xviii ja s'hi havien instal·lat tots els habitants del Vilar d'Ovança, que va quedar abandonat. Fins al 1773 subsistí a Montlluís la guarnició de mutilats de guerra, que suscitava poc interès, cosa que provocà un cert despoblament de la vila. Però a partir del 1774 la funció de la ciutadella canvià: esdevingué una base d'operacions militars, i això va ajudar a consolidar Montlluís.

### ElForn solar de Montlluís

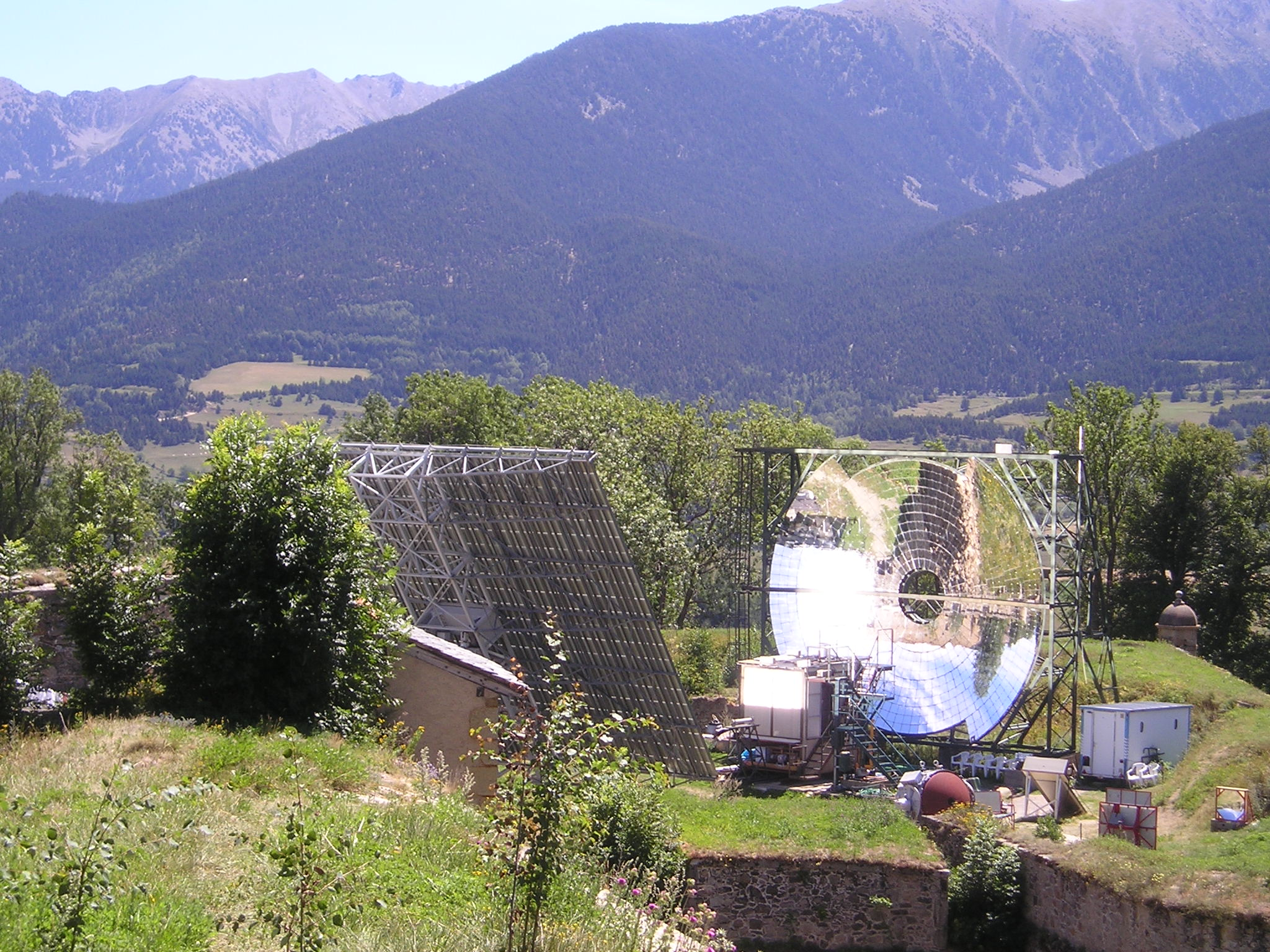
El Forn solar

Montluís és des del 1949 un centre d'assaigs sobre energia solar, a partir de les experiències de l'equip del professor Félix Trombe. La instal·lació del primer forn solar permet l'experimentació d'una energia renovable, desenvolupada de seguida després en el gran forn solar d'Odelló, dirigit per un equip d'investigadors del CNRS.

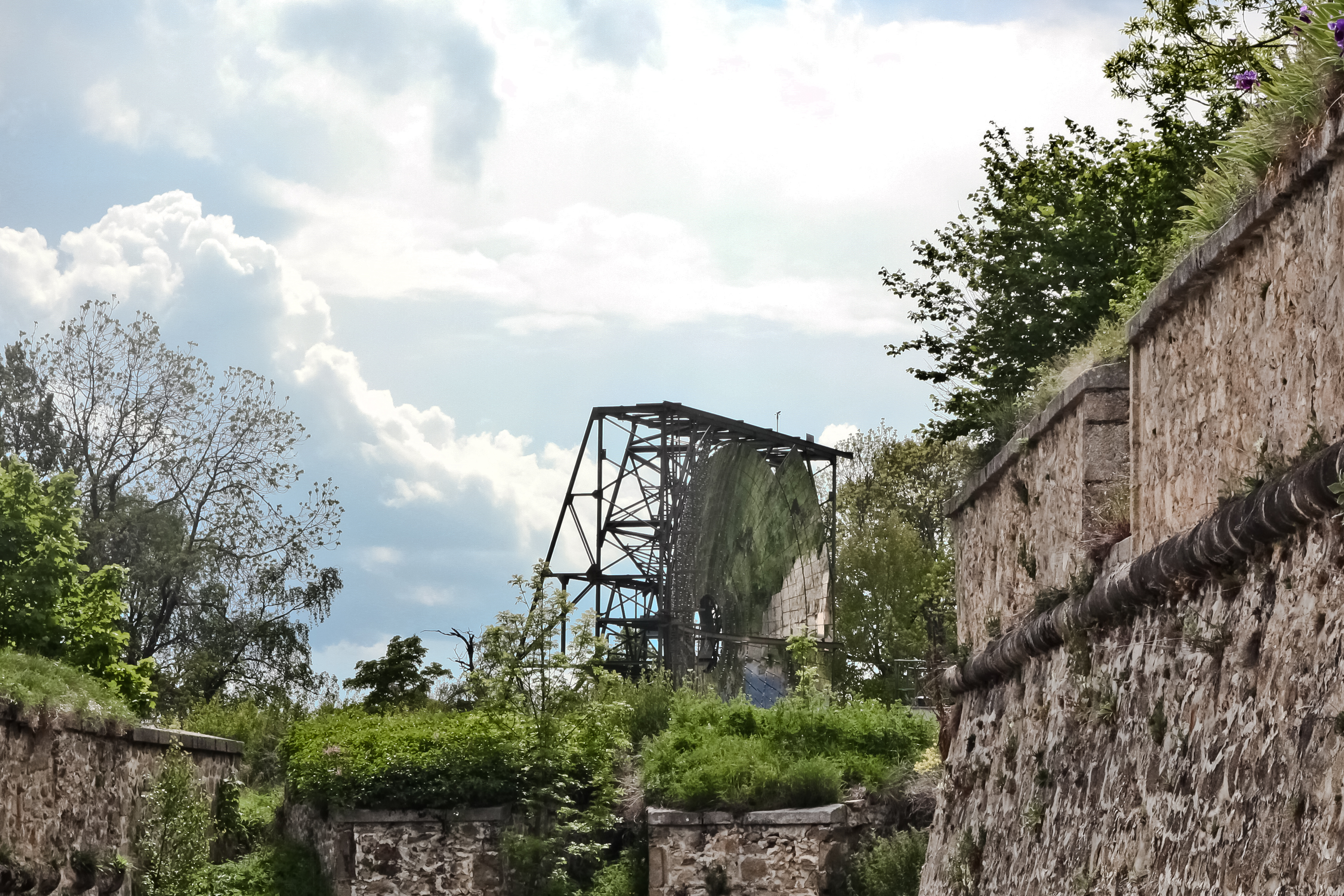
El forn, dins del Bastió de la Perxa

Dès d'aleshores, durant els anys 70 del segle xx, un cop exclòs del recinte militar un des bastions de la part civil, el forn solar de Montluís, més modest que el d'Odelló, té un caràcter més pedagògic, amb una presentació pràctica del funcionament i de les aplicacions possibles i fàcilment accessibles al públic de l'energia solar a la vida quotidiana (pila voltaica, cuita de ceràmica, fusió de metalls, treball de pedres precioses...), amb el projecte d'aplicacions d'aquesta energia al servei dels habitants de Montlluís, per a l'electricitat de les vies públiques, per exemple. A més, l'antiguitat del forn solar de Montlluís ha permès la classificació de l'estructura com a Patrimoni industrial dels monuments històrics.

### Hidrònims
Toca el terme de Montlluís la Tet (tot el límit nord-est); és aquest l'únic curs d'aigua del terme. Hi ha algunes fonts, com els antics abeuradors denominats la Font i la Font del Firal, a més del Rentador, i les fonts del Forn de la Rajola, antigament de la Brica, de l'Hospital (desapareguda), de Sant Lluís i de Sant Miquel. També hi ha el Pou Comunal, o Pou dels Forçats, i el Pou Gran i el Pou Petit, a la Ciutadella tots tres.

### El terme comunal
Atès que Montlluís no té a penes espai fora de les muralles de la ciutadella i de la vila, només s'hi reconeixen dues partides: Darrer el Castell i el Firal. El primer és tot el vessant nord-est del turó on es troba Montlluís, entre les muralles i la Tet. El Firal és l'espai, dins del recinte de la vila, on se celebra modernament el mercat i la resta de dies serveix d'ampli aparcament.

## Transports i comunicacions
La vila de Montlluís està molt ben comunicada, atès que el terme es troba en una cruïlla de comunicacions: el pas del Conflent a la Cerdanya i al Capcir. Tanmateix, el fet que el seu terme comunal sigui tan exigu fa que pràcticament totes les comunicacions es facin a través dels termes veïns, especialment el de la Cabanassa.

### Carreteres
En primer lloc, la carretera N - 116 (Perpinyà - la Guingueta d'Ix), la carretera que fa d'enllaç bàsic del Conflent. Aquesta carretera, que passa ran de la riba dreta de la Tet, permet arribar a Perpinyà en 79,1 quilòmetres. Per aquesta carretera, Montlluís dista, citant només els pobles i viles a peu de carretera, 1,6 km de Fetges, 9,3 km de Fontpedrosa, 13,2 km de Toès, 19,5 km d'Oleta, 24,1 km de Serdinyà, 29 km de Vilafranca de Conflent, 34,2 km de Rià, 35,1 km de Prada, 41,4 km de Marqueixanes, 45,7 km de Vinçà, 48,9 km de Rodès i 50,6 km de Bulaternera. Des de Bulaternera, la carretera té forma d'autovia i va directa a Perpinyà. En direcció oest, Montlluís és a 2,2 km de la Cabanassa, a 15,6 km de Sallagosa i a 24,6 de la Guingueta d'Ix, on enllaça amb dues carreteres, una cap a Puigcerdà, on arriba en 2,1 quilòmetres més, i la Baixa Cerdanya, i l'altra cap a bona part de l'Alta Cerdanya i Acs, a l'Arieja. Curiosament, tan sols dos breus trams trepitgen lleugerament el terme de Montlluís.
Les carretera D - 118 (N - 116, a la Cabanassa - Axat) uneix la Cabanassa i Montlluís, la Llaguna i els pobles del Capcir, abans d'entrar a Occitània. Aquesta carretera arrenca d'un punt giratori la meitat oriental del qual és en terme de Montlluís, i, tot seguit, un tram de 100 metres marca el termenal entre Montlluís i la Cabanassa.
També la carretera D - 10 (N - 116, a Montlluís - N - 618, a Font-romeu, Odelló i Vià), que uneix Montlluís amb la Cabanassa en 1,5 km, amb Bolquera en 7,4 i amb Odelló en 12,2 arrenca del límit de Montlluís amb la Cabanassa, en aquest cas al sud del terme.

### Ferrocarril
Montlluís té estació de tren: l'Estació de Montlluís - la Cabanassa, dins de la línia del Tren groc, de Vilafranca de Conflent a la Tor de Querol. És la línia 12 TER Llenguadoc Rosselló. També és dins del terme de la Cabanassa.

### Transport públic col·lectiu
Montlluís compta amb la línia 260, que uneix Perpinyà amb la Cerdanya passant per Prada, fins on es directa des de la capital del Rosselló, Rià, Vilafranca de Conflent, Serdinyà, Oleta, Toès, Fontpedrosa, Fetges, Montlluís, Bolquera, Font-romeu, Èguet, Targasona, Angostrina, Vilanova de les Escaldes, Ur, Enveig, la Tor de Querol, la Cabanassa, Sallagosa, Er, Naüja, Oceja, la Guingueta d'Ix, Ur (fent un bucle a l'Alta Cerdanya), Enveig, la Tor de Querol, Porta i Portè. Aquesta línia circula de dilluns a dissabte amb quatre serveis diaris en direcció a la Cerdanya i cinc en direcció a Perpinyà, més un servei diari extra divendres i dissabte i tres serveis en cada direcció el diumenge. Els autobusos es queden a les portes de la vila de Montlluís.

### Els camins del terme
Els camins existents en aquest reduït terme comunal són el Camí de Fetges i la Ruta de Prada (la resta pertanyen a la Cabanassa). Hi ha tres camins de caràcter militar: la Comunicació de Dreta, la Comunicació d'Esquerra i el Torn de la Ciutadella.

## Activitats econòmiques
L'economia deMontlluís sempre va ser basada en els serveis; antigament, adreçats a la guarnició militar, d'una banda, i als pobles dels entorns, de l'altra. Des del darrer terç del segle xx s'hi ha inclòs el turisme, de manera que la vila ha esdevingut una destinació turística de primer orde.

## Història

### Edat mitjana
A l'Edat Mitjana, Montlluís encara no existia. Just al sud-est de l'emplaçament actual de la vila hi havia un poble, el Vilar d'Ovança, amb castell, que ja feia la funció que a l'edat moderna va fer Montlluís: el control de la important cruïlla de comunicacions que enllaçava el Conflent amb la Cerdanya i el Capcir.

### Edat Moderna
La vila conserva un important atractiu turístic a causa de la bona conservació de les fortificacions militars (Ciutadella de Montlluís) dutes a terme en 1679 per l'enginyer militar francès Vauban. Després del Tractat dels Pirineus (1659), el rei Lluís XIV ordenà la construcció d'aquest fort en un lloc tan estratègic. De fet, el petit terme municipal està situat al límit entre l'Alta Cerdanya i les comarques del Capcir i el Conflent. En la ciutadella fortificada de l'enclavament, encara hi roman una guarnició de l'exèrcit francès.
La construcció de la ciutadella entre 1679-83/91 suposà la destrucció del castell d'Ovança, citat per primer cop el 965 en el testament del comte Sunifred de Cerdanya del qual encara avui s'alcen les ruïnes de la torre de Castellàs. Això modificar les relacions de la plana cerdana així com amb el Conflent. La frontera es va fer més important durant el temps que Montlluís va estar realment actiu.

### Edat Contemporània
L'Edat Contemporània s'inaugurà a Montlluís amb un parell de canvis de nom, un rere l'altre: seguint les instruccions del 25 de vendimiari de l'any II (13 d'octubre del 1793), que instava a canviar els noms que recordessin la monarquia, Montlluís passà a ser Montlliure (Mont-Libre, en francès); uns mesos abans ja havia estat reanomenat provisionalment com a Mont-de-la-Liberté.
L'any 1793 havia estat marcat per un augment de l'interès per Montlliure, en el marc de la Guerra Gran. En efecte, el rei Carles IV d'Espanya va pretendre alliçonar els regicides francesos. La Convenció li declarava la guerra, que es va desenvolupar, amb fortunes diverses, del 17 d'abril del 1793 al 18 de setembre del 1794. Pel bàndol francès, va emergir una figura a la Cerdanya: la del general Dagobert, en honor de qui es va batejar el Reducte Dagobert construït en terme de la Llaguna el 1793. Va rebutjar dues vegades els atacs dels espanyols: el juliol del 1793, les tropes del general La Peña que havien ocupat el Coll de la Perxa en foren foragitades, i el setembre, les que hi havia instal·lades més avall de Canavelles foren desfetes. El general Dagobert va continuar la seva missió en atacar la Cerdanya sota el domini del rei espanyol i Puigcerdà, on va morir el 1794. Va arribar la pau l'1 d'agost del 1795, i Montlliure jugà aleshores essencialment un rol de dipòsit per a l'exèrcit francès de la Catalunya del Nord.
El 24 d'octubre del 1803, Mont-Libre va recuperar el nom de Montlluís.
A partir del 1808, a ran de la Guerra de la Independència, Montlluís es van convertir en camp de pas per a l'exèrcit francès anomenat Armée d'Espagne. Amb la Restauració, el valor defensiu de Mont-Louis restà més lligat a la topografia que a la mateixa ciutadella. La seva vàlua ofensiva sembla més important, almenys com a dipòsit si la plaça era aprovisionada per a sis mesos. Amb el retorn de la pau, els soldats tornaren a les seves mínimes tasques habituals.
Amb els canvis militars esdevinguts en el segle anterior, tant estratègics com d'organització i armament, el 1887 van reprendre intensament les obres, a Montlluís i entorns, per tal de revaloritzar les defenses de Montlluís: foren establerts reductes i bateries als Estanyols i a Bolquera, després als pics de la Tossa (2.032,7 m) i de Figamà (2.029,8 m). Un camí estratègic (dit Camí dels canons) relligava aquestes posicions amb Montlluís.
El 1890, la Comissió superior de defensa de Montlluís va arribar a la conclusió que calia una defensa dinàmica, amb el gruix de les forces de reserve al Puig de la Tossa.
Els darrers conflictes mundials van provocar un gran flux d'exiliats reclosos en el recinte de la ciutadella, el 1936, i després una ocupació alemanya, i després un alliberament per les Forces franceses llubres.
El 1946, la ciutadella retrobava la funció primera de plaça forta militar, amb la instal·lació de l'11è BPC, unitat políticament segura que tenia la vocació de poder actuar ràpidament davant d'un potencial cop d'estat o davant de les vagues. Es tractava d'una unitat de paracaigudistes al principi denominada «Batalló de demostració» després, 11è de Xoc. Lligada al Ministeri de l'Interior, va fer campanya a l'Indoxina i després a Algèria. Va ser dissolta després dels esdeveniments d'Algèria, i el 1964 s'hi creà el Centre national d'entraînement commando.
Aquesta institució militar és una veritable acadèmia militar on es venen a formar els monitors i instructors de l'exèrcit, així com un centre de formació sobre la realitat i les condicions amb què es trobaran els periodistes corresponsals de guerra, alumnes de grans escoles... El maig del 2014 se'n van celebrar els 50 anys.

## Demografia

### Demografia antiga
La població està expressada en nombre de focs (f) o d'habitants (h)
| 130 f | 45 f | 346 h | 272 h | 333 h | 60 f |

(Fonts: Pélissier, 1986.)

### Demografia contemporània
| Evolució de la població |      |      |      |      |      |      |      |      |
| 1793                    | 1800 | 1806 | 1821 | 1831 | 1836 | 1841 | 1846 | 1851 |
| 370                     | 318  | 313  | 421  | 442  | 426  | 413  | 775  | 780  |

| 1856 | 1861 | 1866 | 1872 | 1876 | 1881 | 1886 | 1891 | 1896 |
| ---- | ---- | ---- | ---- | ---- | ---- | ---- | ---- | ---- |
| 746  | 745  | 470  | 389  | 518  | 523  | 992  | 532  | 578  |

| 1901 | 1906 | 1911 | 1921 | 1926 | 1931 | 1936 | 1946 | 1954 |
| ---- | ---- | ---- | ---- | ---- | ---- | ---- | ---- | ---- |
| 431  | 579  | 576  | 367  | 288  | 417  | 483  | 603  | 418  |

| 1962 | 1968 | 1975 | 1982 | 1990 | 1999 | 2006 | 2007 | 2012 |
| ---- | ---- | ---- | ---- | ---- | ---- | ---- | ---- | ---- |
| 273  | 391  | 250  | 239  | 200  | 270  | 292  | 284  | 185  |

| 2015 |
| ---- |
| 170  |

Fonts: Ldh/EHESS/Cassini fins al 1999, després INSEE a partir deL 2004

### Evolució de la població

Població 1962-2008

## Administració i política

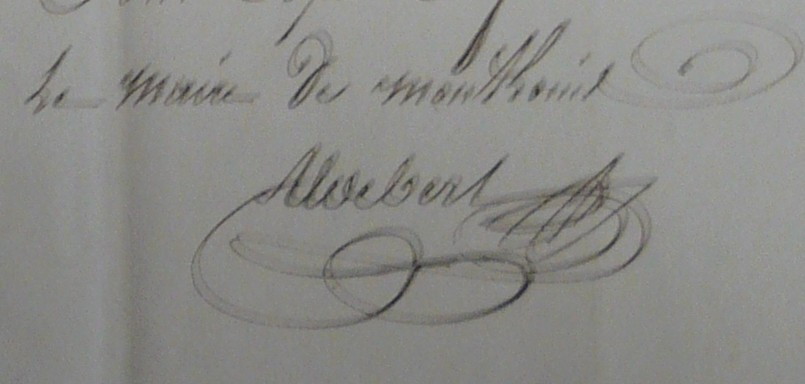
Signatura de l'alcalde Michel Aldebert el 1815

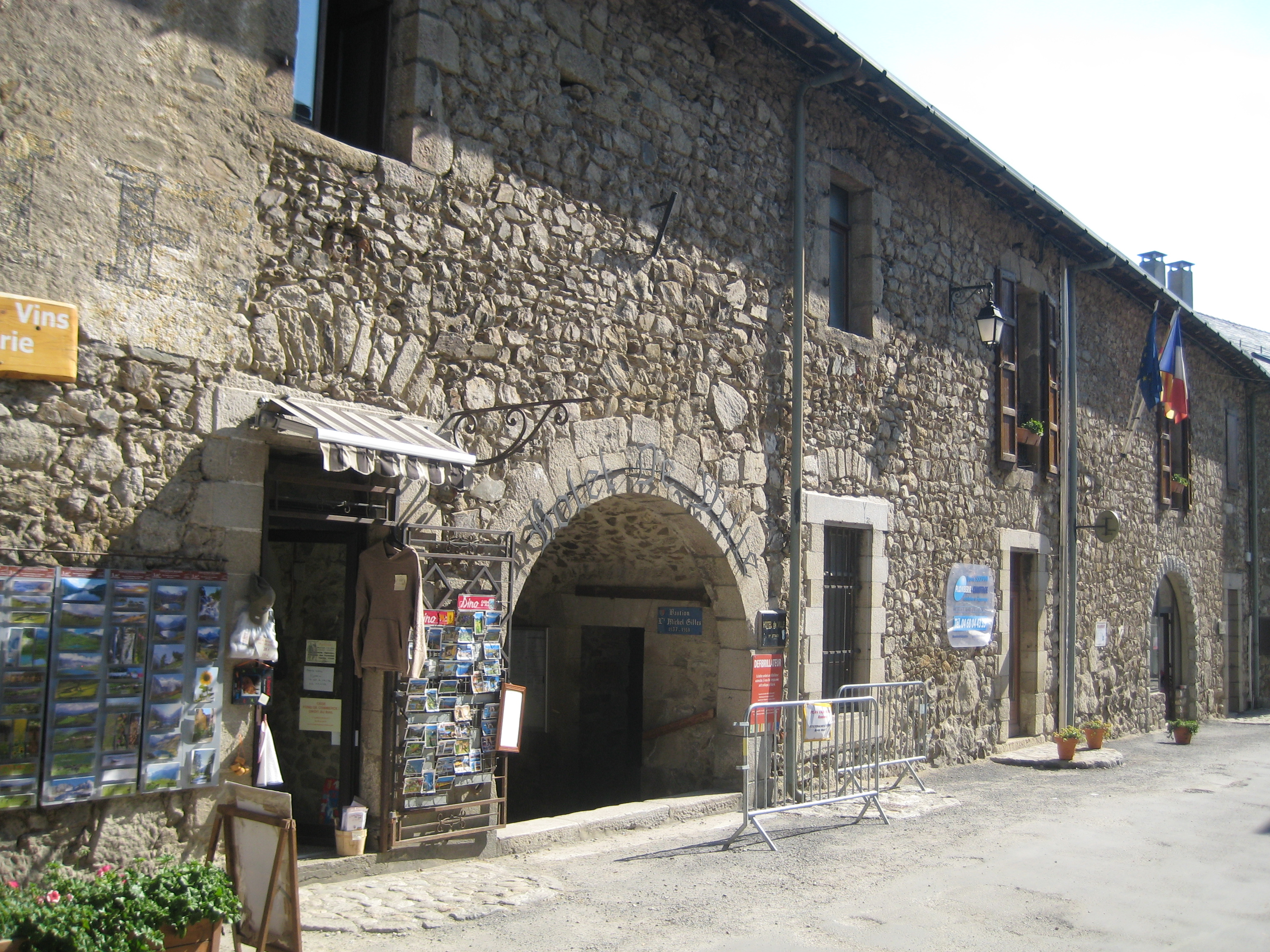
Casa del Comú de Montlluís

### Batlles
| Batlle                       | Període                            |
| ---------------------------- | ---------------------------------- |
| Pierre Vernet                | 1792 - 1793                        |
| Barthélémy Trilles           | 1793 - 1795                        |
| Jean Coutchet                | 1795 - 1796                        |
| François Fau                 | 1796 - 1797                        |
| Pierre Cadet Vignes          | 1797 - 1798                        |
|                              |                                    |
| Joseph Facomet               | 1800 - 1801                        |
| Jean Coutchet                | 1801 - 1802                        |
| Pierre Crampagnac            | 1802 - 1802                        |
| Michel Agusti                | 1802 - 1808                        |
| Jean-Baptiste Paris          | 1808 - 1811                        |
| Michel Aldebert              | 1811 - 1831                        |
| Gabriel Delcasso             | 1831 - 1832                        |
| Michel Aldebert              | 1832 - 1847                        |
| François Boure               | 1847 - 1851                        |
| Paul Pierre Hyppolite Vignes | 1851 - 1852                        |
| Jean Estoube                 | 1852 - 1854                        |
| Paul Pierre Hyppolite Vignes | 1854 - 1866                        |
| Antoine Debatène             | 1866 - 1873                        |
| Joseph Blanc                 | 1873 - 1878                        |
| Blaise Fourniols             | Febrer del 1878 - Juny del 1879    |
| Alexis Sévène                | 1879? - 1882?                      |
| Côme Rogé                    | 1882 - 1893                        |
| Joseph Blanc                 | 1888 - 1893                        |
| Pierre Blanc                 | 1893 - 1904                        |
| François Piguillem           | 1904 - 1908                        |
| Joseph Cazeilles             | 1908 - 1909                        |
| Joseph Sévène                | 1909 - 1925                        |
| Marius Sévène                | 1925 - 1944                        |
| François Ribes               | 1944 - 1945                        |
| Antoine Pruneta              | 1945 - 1953                        |
| Dominique Bigorre            | 1953 - 1959                        |
| Marius Sévène                | 1959 - 1971                        |
| Madeleine Gilles             | 1971 - 1979                        |
| René Bergès                  | 1979 - 1983                        |
| Antoine Sabaté-Bigorre       | 1983 - 2001                        |
| Christian Pécout             | 2001 - 2002                        |
| Jean-Michel Larmet           | 2002 - Juliol del 2010             |
| Pierrette Cordelette         | Setembre del 2010 - Gener del 2018 |
| Joëlle Cordelette            | Gener del 2018 - Moment actual     |

### Legislatura 2014 - 2020

#### Batlle
- Joëlle Cordelette-Lis (des de gener del 2018).

#### Adjunts al batlle[13]
- 1a: Frédérique Lis.

#### Consellers municipals
- Frédéric Billes
- Roger Billes
- Alain Bosom
- Françoise Bosom-Benet
- Jennifer Brigault
- Jean-Michel Chardonal
- Thierry Chardonal
- Pierrette Cordelette (fins al 2018, batllessa)
- Gisèle Pontie.

### Adscripció cantonal
El 1790, la comuna de Montlluís fou integrada en el cantó d'Oleta. En va ser ràpidament deslligada per tal d'esdevenir cap del nou cantó de Montlliure el 1793, cantó anomenat de Montlluís des del 1801. Des de les éleccions departamentals del 2015, la comuna ha estat inclosa en el nou cantó dels Pirineus Catalans.

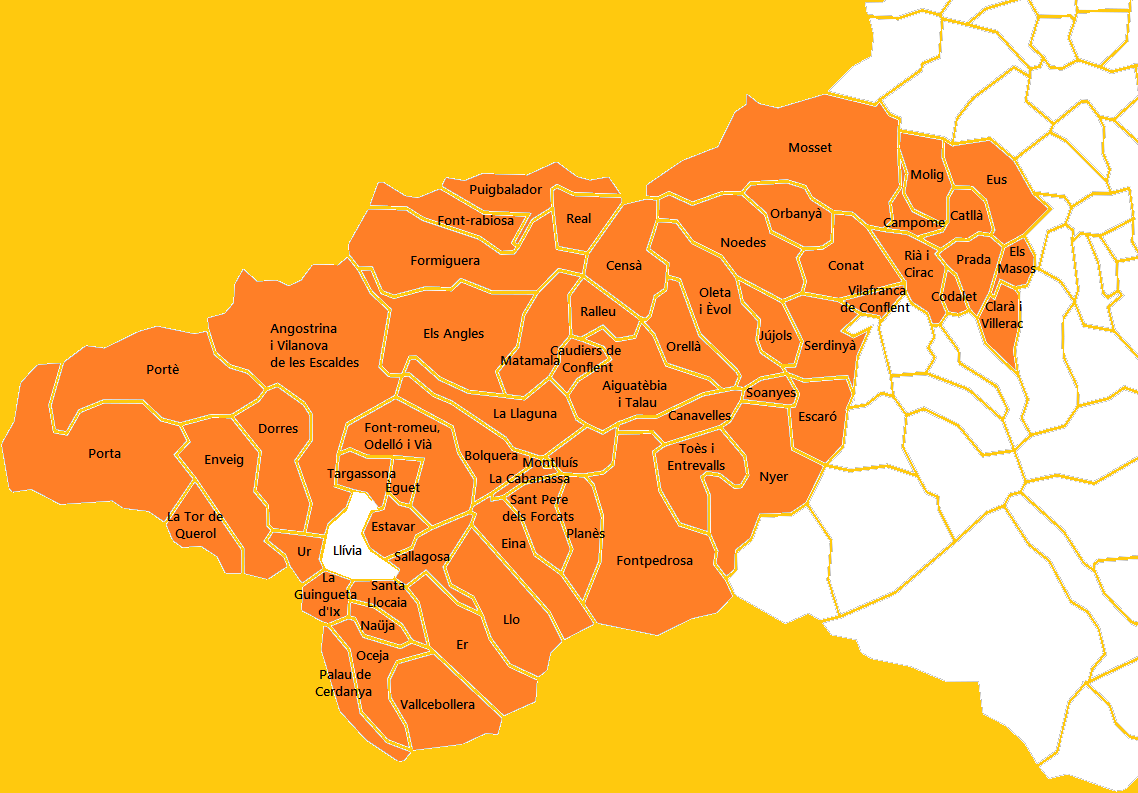
Mapa del Cantó dels Pirineus Catalans

A les eleccions cantonals del 2015 Montlluís ha estat inclosa en el cantó número 13, dels Pirineus Catalans, que inclou els pobles d'Angostrina i Vilanova de les Escaldes, Bolquera, Dorres, Èguet, Eina, Enveig, Er, Estavar, Font-romeu, Odelló i Vià, la Guingueta d'Ix, Llo, Naüja, Oceja, Palau de Cerdanya, Porta, Portè, Sallagosa, Santa Llocaia, Targasona, la Tor de Querol, Ur i Vallcebollera, de la comarca de l'Alta Cerdanya, els Angles, Font-rabiosa, Formiguera, Matamala, Puigbalador i Ral, de la del Capcir, i les viles de Montlluís, Prada i Vilafranca de Conflent i els pobles d'Aiguatèbia i Talau, la Cabanassa, Campome, Canavelles, Catllà, Caudiers de Conflent, Censà, Clarà i Villerac, Codalet, Conat, Escaró, Eus, Fontpedrosa, Jújols, la Llaguna, Els Masos, Molig, Mosset, Noedes, Nyer, Oleta i Èvol, Orbanyà, Orellà, Planès, Ralleu, Rià i Cirac, Sant Pere dels Forcats, Sautó, Serdinyà, Soanyes i Toès i Entrevalls, de la del Conflent, amb capitalitat a Prada. Són conselleres per aquest cantó Jean Castex i Hélène Josende, de la Unió de la Dreta.

### Serveis comunals mancomunats
Montlluís forma part de la Comunitat de comunes dels Pirineus Catalans, amb capitalitat a la Llaguna, juntament amb Aiguatèbia i Talau, els Angles, Bolquera, la Cabanassa, Caudiers de Conflent, Censà, Eina, Font-romeu, Odelló i Vià, Font-rabiosa, Formiguera, la Llaguna, Matamala, Planès, Puigbalador, Ralleu, Real, Sant Pere dels Forcats i Sautó.

## Ensenyament i Cultura

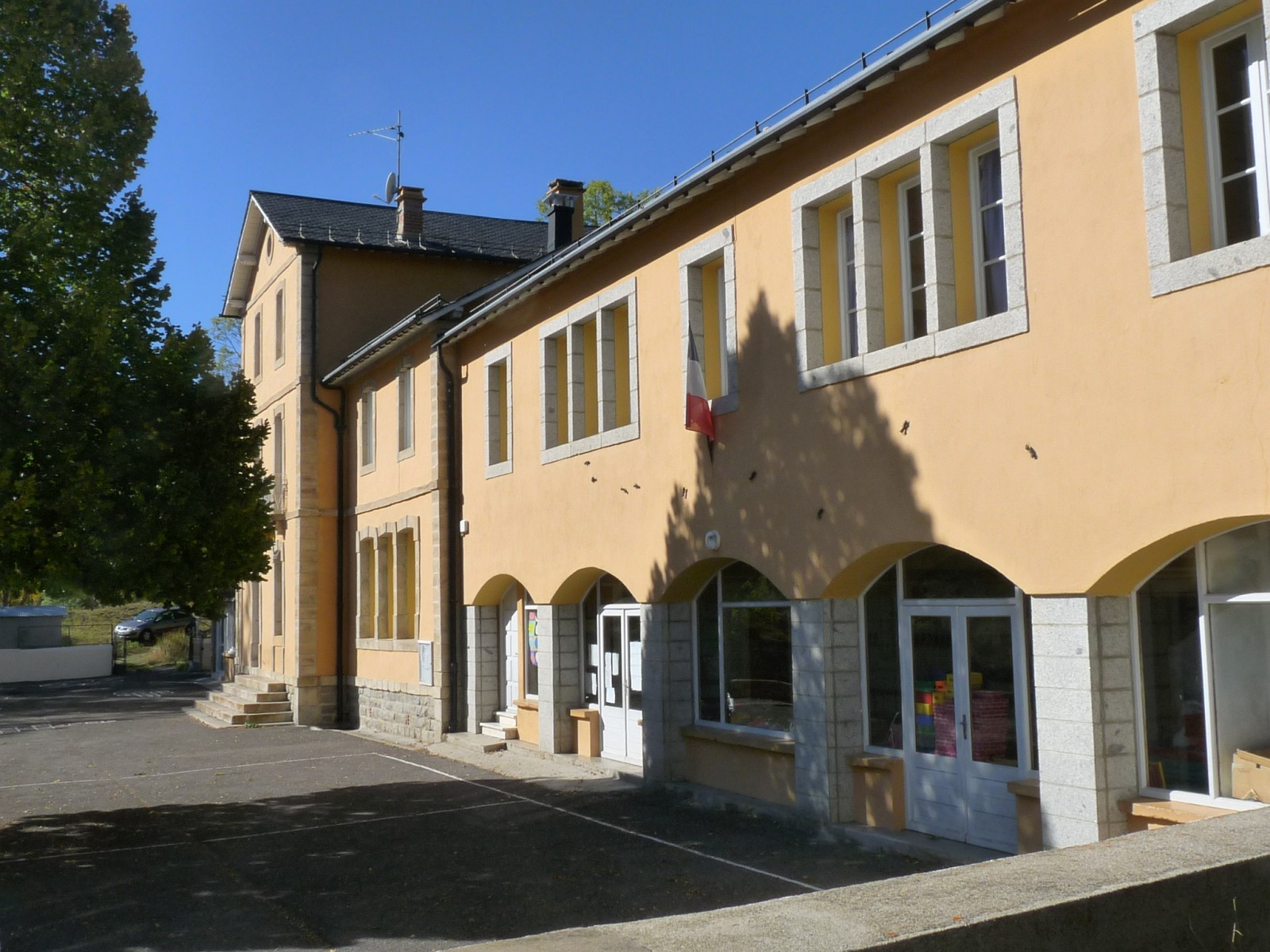
L'escola de Montlluís

L'escola de Montlluís forma part actualment d'un agrupament pedagògic intercomunal entre la Llaguna, Sant Pere dels Forcats, Montlluís i la Cabanassa. A cadacun dels tres darrers pobles hi ha una secció maternal. L'escola elemental està repartida entre Sant Pere dels Forcats per al nivell més baixa, el primari, Montlluís per al primer curs d'elemental i la Llaguna per al segon d'elemental; a la Cabanassa hi ha els dos cursos d'ensenyament mitjà. L'escola és al poble mateix, a la carretera de Montlluís.
Per a continuar els seus estudis, els joves i adolescents de la Llaguna poden assistir també a les escoles primàries de Bolquera, la Cabanassa, Fontpedrosa, Font-romeu, Montlluís o Sant Pere dels Forcats. Per a la secundària, als col·legis de Font-romeu, la Guingueta d'Ix o Oceja, i per al batxillerat, els liceus de Font-romeu o la Guingueta d'Ix.

## Llocs d'interès
- Forn solar de Montlluís

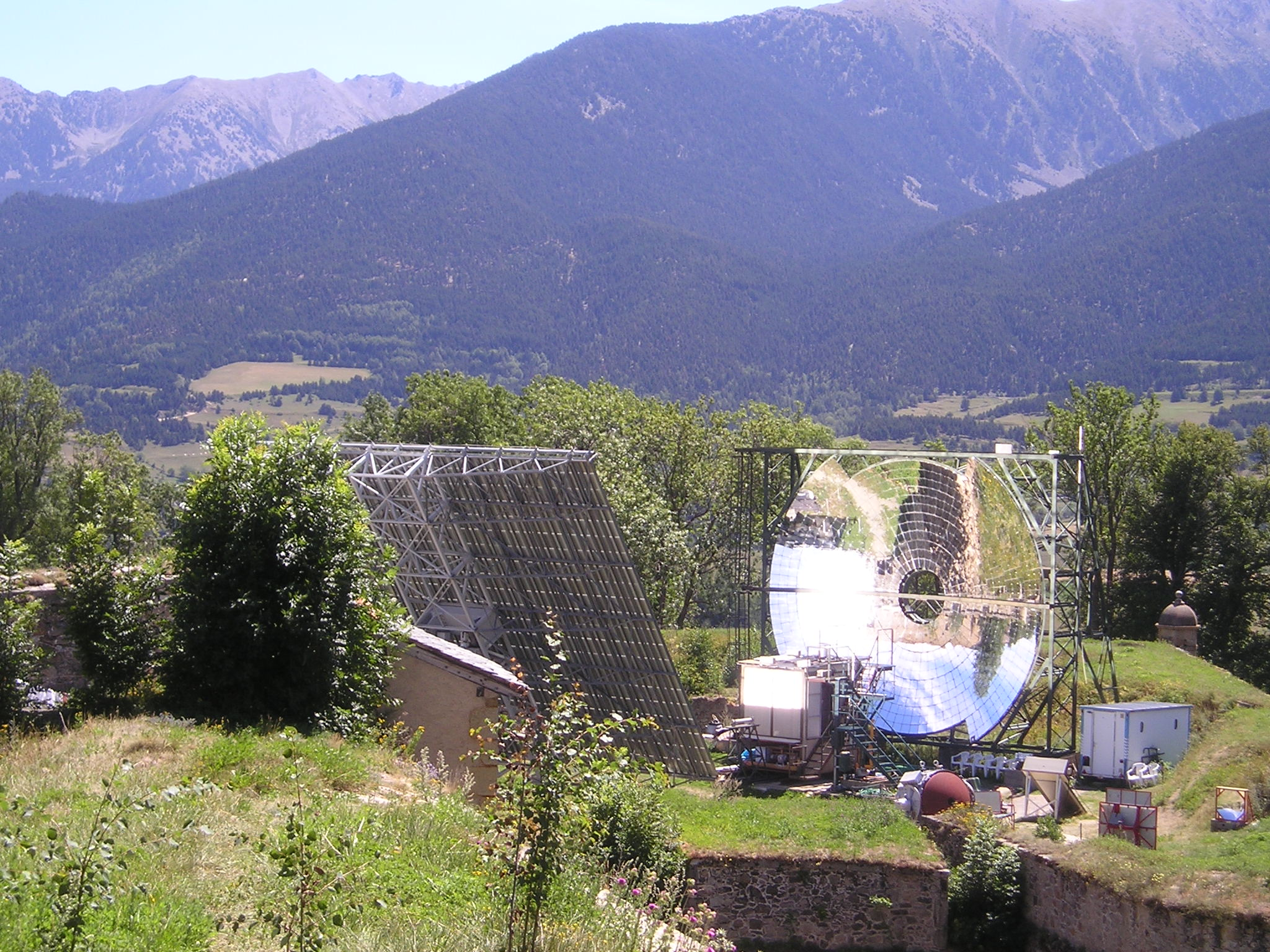
Forn solar de Montlluís, el primer forn solar del món.

- Fortificació de Vauban, Ciutadella de Montlluís. L'any 2008 el conjunt de les 12 fortificacions principals de Vauban a l'Estat francès, entre les quals la de Montlluís, fou declarat Patrimoni de la Humanitat per la UNESCO.
- Església de Sant Lluís, amb la mateixa advocació que la primera església de Montlluís, que es troba dins de les muralles de la Ciutadella (part militar) i, encara que construït al segle xviii, és d'estil del segle xvii. Iniciada en 1733, l'església es completà el 1737. Aquest edifici es caracteritza per l'estil dels enginyers militars. El seu traçat és de rigor geomètric, té una sola nau (sense transsepte). També compta amb vuit capelles laterals. L'altura de la torre no es limita[1] a servir de referència per a l'enemic.

## Persones il·lustres
Persones il·lustres nascuts o molt vinculats a Montlluís:
- Antoine de Léris (1723-1795), periodista, crític i historiador teatral
- Hugues Alexandre Joseph Meunier (1751-1831), general de la Revolució Francesa
- Étienne Soler (1753-1817), clarinetista
- Armand Jacquey (1834-1921), general i diputat
- Jean Gilles (1904-1961), general de tropes paracaigudistes